# Doropygus hoi
Doropygus hoi is een eenoogkreeftjessoort uit de familie van de Notodelphyidae. De wetenschappelijke naam van de soort is voor het eerst geldig gepubliceerd in 1997 door Seo & Lee.